# 비블리스

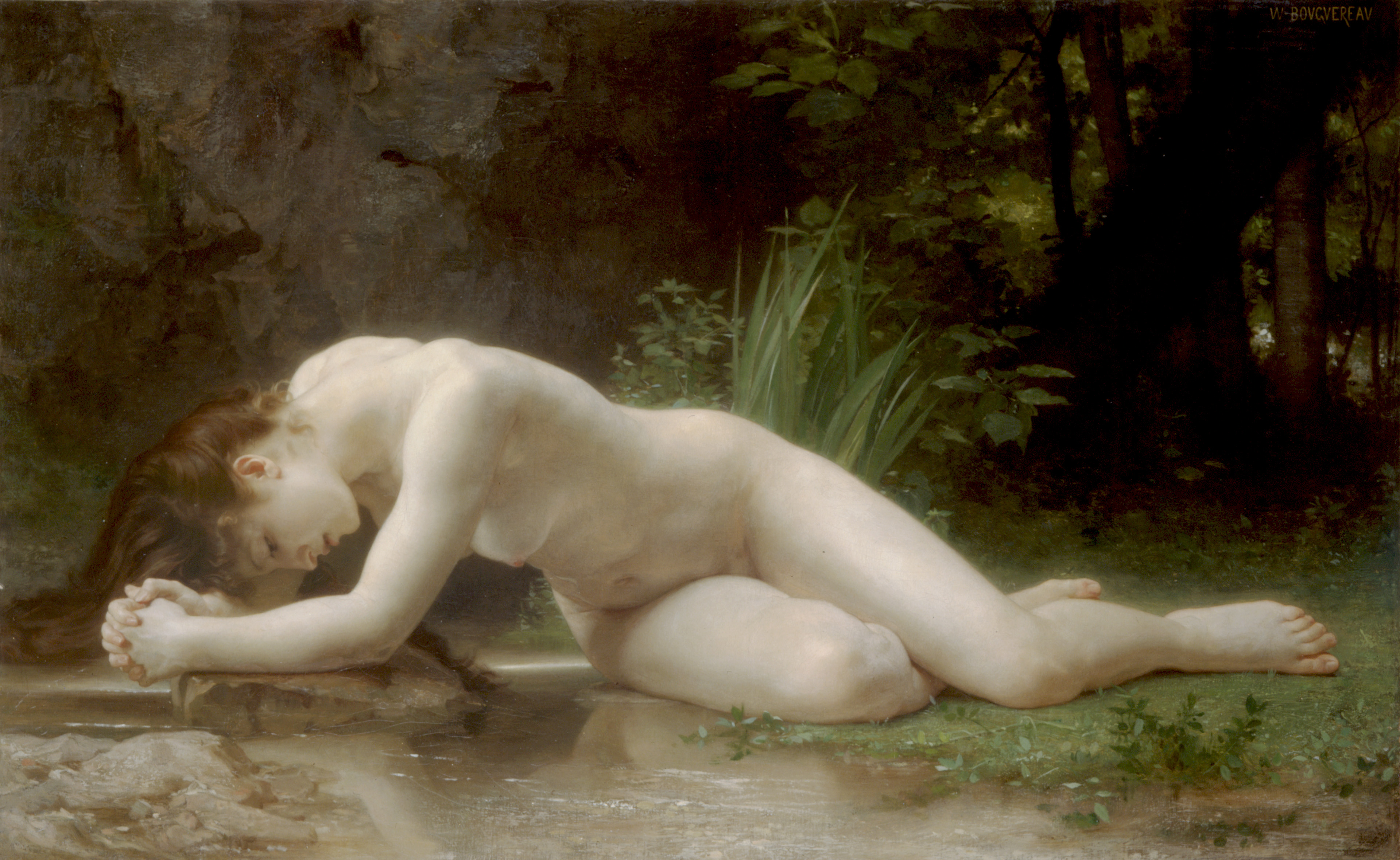
윌리암 아돌프 부그로의 비블리스 (1884)

비블리스(Byblis)는 그리스 신화에 나오는 밀레토스의 딸이다. 아폴론과 아카칼리스의 아들인 밀레토스는 크레타섬에서 소아시아로 건너가 자신의 이름을 딴 도시국가를 세우고, 강의 신의 딸 키아니에와 결혼하여 쌍둥이 남매인 카우노스와 비블리스를 낳았다. 비블리스는 오빠 카우노스를 이성으로 사랑하여 애태우다가 마음을 고백하는 편지를 전하였다. 놀란 카우노스는 비블리스가 쉽게 마음을 돌리지 않을 것을 알고 고향을 떠나 남쪽으로 멀리 떨어진 카리아라는 곳에 가서 새 도시를 건설하고 살았다.